# The Hi-Line
The Hi-Line ist ein US-amerikanisches Filmdrama von Ron Judkins aus dem Jahr 1999.

## Handlung
Vera Johnson lebt in einer Kleinstadt in Montana; sie will wegziehen und als Fotomodell arbeiten. Johnson lernt Sam Polvino kennen, der behauptet, als Talentsucher für ein Chicagoer Kaufhaus tätig zu sein. Johnsons Eltern Laura und Clyde versuchen, den Mann aus der Stadt zu vertreiben.
Vera erfährt von Polvino, dass sie adoptiert wurde und Laura sowie Clyde gar nicht ihre biologischen Eltern sind. Er beweist dies mit einem Brief, den er besitzt. Es stellt sich heraus, dass er von einem inhaftierten Freund gebeten wurde, Vera zu finden. Veras biologischer Vater sitzt in demselben Gefängnis wie Polvinos Freund ab und befindet sich im Sterben.
Vera und Sam verlieben sich. Sie lernt ihre wahre Mutter kennen, die Indianerfrau Singender Vogel, die in einer heruntergekommenen, als Hi-Line bezeichneten Gegend lebt.

## Kritiken
James Brundage schrieb auf www.filmcritic.com, der sich als Regisseur betätigende Ron Judkins sei als Tonexperte bekannt. Die Geschichte sei „haarsträubend simpel“, doch der Film sei „überraschend“ nicht besonders schlecht. Ryan Alosio spiele „sehr beeindruckend“. Große Teile des Films seien originell, er ende jedoch nach dem altbekannten Hollywood-Muster.

## Auszeichnungen
Ron Judkins wurde im Jahr 1999 für den Großen Jurypreis des Sundance Film Festivals nominiert. Ryan Alosio gewann 1999 den Publikumspreis des Austin Film Festivals in zwei Kategorien. Rachael Leigh Cook und der Kameramann Wally Pfister gewannen 2000 Preise des Santa Monica Film Festivals.

## Hintergrund
Der Film wurde in Chicago und in einigen Orten in Montana gedreht. Er hatte seine Weltpremiere im Januar 1999 auf dem Sundance Film Festival.